# 12405 Nespoli
12405 Nespoli là một tiểu hành tinh vành đai chính với chu kỳ quỹ đạo là 1335.1621593 ngày (3.66 năm).
Nó được phát hiện ngày 15 tháng 9 năm 1995.